# Classificació Petrov
En geometria diferencial i física teòrica, la classificació Petrov (també coneguda com a classificació Petrov–Pirani–Penrose) descriu les possibles simetries algebraiques del tensor de Weyl a cada esdeveniment en una varietat Lorentziana.
S'aplica amb més freqüència a l'estudi de solucions exactes de les equacions de camp d'Einstein, però estrictament parlant, la classificació és un teorema de matemàtiques pures que s'aplica a qualsevol varietat Lorentziana, independentment de qualsevol interpretació física. La classificació va ser trobada el 1954 per AZ Petrov i de manera independent per Felix Pirani el 1957.

## Teorema de classificació
Podem pensar en un tensor de quart rang com el tensor de Weyl, avaluat en algun esdeveniment, que actua sobre l'espai de bivectors en aquest esdeveniment com un operador lineal que actua sobre un espai vectorial:
{\displaystyle X^{ab}\rightarrow {\frac {1}{2}}\,{C^{ab}}_{mn}X^{mn}}
Aleshores, és natural considerar el problema de trobar valors propis {\displaystyle \lambda } i vectors propis (que ara s'anomenen bivectors propis) {\displaystyle X^{ab}} tal que
{\displaystyle {\frac {1}{2}}\,{C^{ab}}_{mn}\,X^{mn}=\lambda \,X^{ab}}
En els espais-temps lorentzians (quatre dimensions), hi ha un espai de sis dimensions de bivectors antisimètrics a cada esdeveniment. Tanmateix, les simetries del tensor de Weyl impliquen que qualsevol autobivector ha de pertànyer a un subconjunt de quatre dimensions. Així, el tensor de Weyl (en un esdeveniment donat) pot tenir, com a màxim, quatre bivectors linealment independents.
Els bivectors propis del tensor de Weyl poden ocórrer amb diverses multiplicitats i qualsevol multiplicitat entre els bivectors propis indica una mena de simetria algebraica del tensor de Weyl en l'esdeveniment donat. Els diferents tipus de tensor de Weyl (en un esdeveniment donat) es poden determinar resolent una equació característica, en aquest cas una equació quàrtica. Tot l'anterior passa de manera similar a la teoria dels vectors propis d'un operador lineal ordinari.

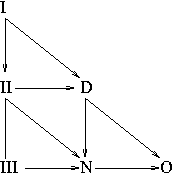
El diagrama de Penrose que mostra les possibles degeneracions del tipus Petrov del tensor de Weyl

Aquests autovectors estan associats a certs vectors nuls en l'espai-temps original, que s'anomenen direccions nuls principals (en un esdeveniment donat). L'àlgebra multilineal rellevant està una mica implicada (vegeu les citacions a continuació), però el teorema de classificació resultant afirma que hi ha precisament sis tipus possibles de simetria algebraica. Aquests es coneixen com els tipus Petrov:
- Tipus I: quatre direccions nul·les principals simples,
- Tipus II: una doble i dues direccions nuls principals simples,
- Tipus D: dues direccions nuls principals dobles,
- Tipus III: una direcció nul·la principal triple i una simple,
- Tipus N: una direcció nul·la principal quàdruple,
- Tipus O: el tensor de Weyl s'esvaeix.

Les possibles transicions entre els tipus Petrov es mostren a la figura, que també es pot interpretar com a afirmant que alguns dels tipus Petrov són "més especials" que altres. Per exemple, el tipus I, el tipus més general, pot degenerar als tipus II o D, mentre que el tipus II pot degenerar als tipus III, N o D.
Diferents esdeveniments en un espai-temps determinat poden tenir diferents tipus de Petrov. Un tensor de Weyl que té el tipus I (en algun esdeveniment) s'anomena algebraicament general; en cas contrari, s'anomena algebraicament especial (en aquest esdeveniment). En la Relativitat General, els espais temps de tipus O són conformement plans.

## Interpretació física
Segons la relativitat general, els diferents tipus de Petrov algebraicament especials tenen algunes interpretacions físiques interessants, la classificació de vegades s'anomena classificació dels camps gravitatoris.
Les regions de tipus D s'associen amb els camps gravitatoris d'objectes massius aïllats, com les estrelles. Més precisament, els camps de tipus D es produeixen com el camp exterior d'un objecte gravitatori que es caracteritza completament per la seva massa i moment angular. (Un objecte més general podria tenir moments multipolars superiors a zero.) Les dues direccions nuls principals dobles defineixen congruències nul·les entrants i sortints "radialment" a prop de l'objecte que és la font del camp.
El tensor electrogravític (o tensor de marea) en una regió de tipus D és molt anàleg als camps gravitatoris que es descriuen en la gravetat newtoniana per un potencial gravitacional de tipus Coulomb. Aquest camp de marea es caracteritza per la tensió en una direcció i la compressió en les direccions ortogonals; els valors propis tenen el patró (-2,1,1). Per exemple, una nau espacial que orbita la Terra experimenta una petita tensió al llarg d'un radi des del centre de la Terra i una petita compressió en direccions ortogonals. Igual que en la gravitació newtoniana, aquest camp de marea normalment decau com {\displaystyle O(r^{-3})}, on {\displaystyle r} és la distància de l'objecte.
Si l'objecte gira al voltant d'algun eix, a més dels efectes de la marea, hi haurà diversos efectes gravitomagnètics, com ara forces de gir-gir en giroscopis portats per un observador. En el buit de Kerr, que és l'exemple més conegut de solució de buit de tipus D, aquesta part del camp decau com {\displaystyle O(r^{-4})}.
Les regions de tipus III estan associades amb una mena de radiació gravitatòria longitudinal. En aquestes regions, les forces de marea tenen un efecte de cisalla. Aquesta possibilitat sovint es descuida, en part perquè la radiació gravitatòria que sorgeix en la teoria del camp feble és de tipus N, i en part perquè la radiació de tipus III decau com {\displaystyle O(r^{-2})}, que és més ràpid que la radiació de tipus N.
Les regions de tipus N estan associades amb radiació gravitatòria transversal, que és el tipus que els astrònoms han detectat amb LIGO. La direcció nul·la principal quàdruple correspon al vector d'ona que descriu la direcció de propagació d'aquesta radiació. Normalment decau com {\displaystyle O(r^{-1})}, de manera que el camp de radiació de llarg abast és de tipus N.
Les regions de tipus II combinen els efectes assenyalats anteriorment per als tipus D, III i N, d'una manera no lineal força complicada.
Les regions de tipus O, o regions conformement planes, s'associen amb llocs on el tensor de Weyl s'esvaeix de manera idèntica. En aquest cas, es diu que la curvatura és pura Ricci. En una regió conformament plana, qualsevol efecte gravitatori ha de ser degut a la presència immediata de matèria o a l'energia del camp d'algun camp no gravitatori (com ara un camp electromagnètic). En cert sentit, això significa que cap objecte llunyà no està exercint cap influència a llarg abast sobre els esdeveniments de la nostra regió. Més precisament, si hi ha camps gravitacionals que varien en el temps en regions llunyanes, la notícia encara no ha arribat a la nostra regió conformament plana.
La radiació gravitatòria emesa des d'un sistema aïllat normalment no serà algebraicament especial. El teorema del peeling descriu la manera en què, a mesura que un s'allunya de la font de radiació, els diferents components del camp de radiació "es desprenen" fins que finalment només la radiació de tipus N es nota a grans distàncies. Això és similar al teorema del peeling electromagnètic.

## Exemples
En algunes solucions (més o menys) familiars, el tensor de Weyl té el mateix tipus de Petrov a cada esdeveniment:
- el buit de Kerr és a tot arreu tipus D,
- certes aspiradores Robinson/Trautman estan a tot arreu tipus III,
- els espai-temps d'ones pp són a tot arreu tipus N,
- els models FLRW són de tipus O a tot arreu.

De manera més general, qualsevol espai-temps simètric esfèrica ha de ser de tipus D (o O). Tots els espai-temps algebraicament especials que tenen diversos tipus de tensor esforç-energia es coneixen, per exemple, totes les solucions de buit de tipus D.
Algunes classes de solucions es poden caracteritzar de manera invariant utilitzant simetries algebraiques del tensor de Weyl: per exemple, la classe d'electrobuit nul de forma plana o solucions de pols nul·la que admeten una congruència nul·la en expansió però no torçada és precisament la classe dels espais temps de Robinson/Trautmann. Normalment són de tipus II, però inclouen exemples de tipus III i de tipus N.